# Полет 1103 на „Либиян Араб Еърлайнс“
Полет 1103 на „Либиян Араб Еърлайнс“ е редовен вътрешен пътнически полет от международното летище „Бенина“, Бенина, до международното летище „Триполи“, Триполи, Либия, изпълняван от „Либиян Араб Еърлайнс“. На 22 декември 1992 г. самолетът „Боинг 727-2L5“, който изпълнява полета, е ударен във въздуха в задната си част от военен изтребител „МиГ-23UB“ на ВВС на Либия, докато се приближава към летището в Триполи. От удара „Боингът“ се разпада и разбива, което води до смъртта на всички 150 пътници и 9 членове на екипажа на борда на машината. Двамата членове на екипажа на „МиГ-23“ катапултират преди удара и оцеляват. Това е най-смъртоносната авиационна катастрофа в Либия.
Официалното обяснение и докладът за разследването посочват, че за катастрофата са отговорни пилотът и инструкторът на военния изтребител, които са изпратени в затвор. След катастрофата говорител на властите в Либия заявява, че не може да разкрива каквато и да е информация за инцидента, включително кои самолети участват. 20 години по-късно, след падането и смъртта на Муамар Кадафи, инструкторът на самолета „МиГ-23“ оспорва официалната версия на събитията и твърди, че самолетът при полет 1103 е умишлено унищожен, защото, преди да катапултират, вижда как той започва да се разпада. В изявление инструкторът твърди, че няма сблъсък във въздуха, но признава, че самолетите са твърде близо един до друг в този момент.
Либийският дипломат Али Ауджали, който служи при Муамар Кадафи, твърди, че Кадафи организира свалянето на пътническия самолет точно четири години след атентата над Локърби, за да демонстрира негативните ефекти от международните санкции, наложени на Либия. Според Али Ауджали диктаторът първоначално дава указания в самолета да бъде поставена бомба с часовников механизъм, но тя не експлодира и след това той нарежда машината да бъде свалена.